# Pikasti morski zajček
Pikasti morski zajček (znanstveno ime Aplysia punctata) je vrsta morskega polža iz družine Aplysiidae, ki živi tudi v Jadranskem morju.